# Première circonscription de Gumer
La première circonscription de Gumer est une des 121 circonscriptions législatives de l'État fédéré des nations, nationalités et peuples du Sud, elle se situe dans la Zone Gurage. Sa représentante actuelle est Tewabech Asfaw Safo.